# WatchGuard
WatchGuard科技（英語：WatchGuard Technologies），網路安全公司，創立於1996年，總部位於美國西雅圖。

## 歷史
其前身為 Mazama Software Labs，由David Bonn在1995年於西雅圖創立，主要理念是利用Linux作業系統打造出容易使用的網路設備。1996年，Mazama Software Labs被西雅圖軟體實驗室（Seattle Software Labs）收購，開始以Firebox作品牌名稱，銷售系列產品。在1997年，引進風險投資者，OVP Ventures，Matrix Partners，與RRE Ventures的資金後，西雅圖軟體實驗室改名為WatchGuard。
1999年，WatchGuard在那斯達克證券交易所，進行首次公开募股（IPO）。2006年，被 Francisco Partners與 Vector Capital收購，重新私有化，股票下市。

## 外部連結
- 官方網站 （页面存档备份，存于）
- WatchGuard Security Center （页面存档备份，存于）